# Cyclarhis gujanensis
Assobiador-de-sobrancelha-ruiva ou pitiguari-de-sobrancelha-castanha (Cyclarhis gujanensis), pitiguari ou gente-de-fora-vem, é uma ave passeriforme da família Vireonidae.

## Características
O pitiguari mede aproximadamente 15 cm de comprimento e pesa cerca de 28 gramas. Os sexos são semelhantes. Possui coroa castanho-escura, sobrancelha alaranjada (a qual é marrom nos juvenis), laterais da cabeça e nuca acinzentadas. O peito é amarelo-vivo, tornando-se esbranquiçado em direção ao ventre. As partes superiores esverdeadas. A íris é alaranjada.

## Distribuição e habitat
A espécie é encontrada em bordas de mata, capoeiras, caatingas e ambientes antrópicos, como pomares e jardins. Ocorre do México à Argentina e Uruguai, incluindo Trinidad e Tobago. Está presente em todo o Brasil, exceto em algumas partes da Amazônia.